# George Larner
George Edward Larner (Langley, 7 maart 1875 - Brighton, 4 maart 1949) was een Brits atleet gespecialiseerd in het snelwandelen

## Loopbaan
Larner won tijdens de Olympische Zomerspelen 1908 in eigen land de gouden medaille op de 3500 meter en 10 mijl snelwandelen.

## Titels
- Olympisch kampioen 3,5 km snelwandelen - 1908
- Olympisch kampioen 10 mijl snelwandelen - 1908

## Palmares

### 3,5 km snelwandelen
- 1908:  OS - 14.55,0

### 10 mijl snelwandelen
- 1908:  OS - 1.15.57,4